# Albert Vives i Mir
Albert Vives i Mir (Oliana, Alt Urgell, 3 d'agost de 1907- Igualada, Anoia, 6 de maig del 1992) fou un sacerdot, poeta i músic català, fill de Salvador Vives i Segura i Àngela Mir i Antigues.
A la ciutat de la Seu d'Urgell hi té dedicat un carrer, Carrer Albert Vives i una escola, Escola Albert Vives.

## Biografia
El seu pare, que era mestre nacional d'Organyà, va morir quan ell tenia just 3 anys i la seva germana, Maria, tan sols 7 mesos. La seva mare, ja vídua, va refugiar-se a la seva casa pairal d'Oliana, on vivien els seus pares: Antoni Mir i Gassa, metge, i Josepa Antigues i Molleví, amb un germà de la seva mare, més jove que ella i hereu de la casa: Francesc Mir i Antigues. Mossèn Vives diu que aquest oncle va ésser, per a ell i la seva germana, el millor dels pares.
Als cinc anys va començar a assistir al Col·legi de la Fundació Ignasi Esteve, dirigit per sacerdots diocesans. Als sis anys va iniciar els estudis de solfeig amb l'organista de la Parròquia d'Oliana, mn. J. Escolà, que sota del guiatge del mateix mestre, començà els estudis de piano. Als 10 anys, el mes d'octubre de 1917, va ingressar al seminari de la Seu d'Urgell per emprendre la carrera sacerdotal, que llavors abastava 13 anys.
Al seminari, durant els cursos, no va abandonar els estudis de música, que era la seva afecció preferent. El seu mestre fou mossèn Enric Marfany, aleshores organista de la catedral de la Seu, un dels temperaments musicals més sòlids de l'època. Amb mossèn Marfany va fer la carrera completa de música. El dia 14 de juny de 1931 el bisbe Guitart el va ordenar sacerdot. Pel juliol d'aquell any el van destinar a Balaguer com a Vicari-Organista, i en la seva estada a la població (fins al juliol del 1936) hi organitzà una escola de música per a nens i nenes, hi dirigí l'Orfeó Balaguerí i constituí un quintet de cambra. Durant el temps de la guerra civil espanyola, va ser acollit al Seminari de Caors (França) i, en morir l'organista titular de la catedral el substituí en les funcions. Posteriorment exercí d'organista a Artziniega i, enrolat, de capellà del camp de concentració de Lleida.
De 1944 a 1971 va impartir classes de llatí, literatura espanyola i música al seminari de la Seu. El 1964 va ser nomenat beneficiat i organista de la catedral. Encara al seminari, va començar a fer classes de català i el 1968 es convertia en professor de la Càtedra de Llengua Catalana Mossèn Pere Pujol. Va ser impulsor i primer president d'Òmnium Cultural a l'Alt Urgell. Fou nomenat canonge-xantre de la catedral el 1980.
La seva producció poètica en català començà a aparèixer publicada a l'Estel de Núria (1917-1936) i s'expressà especialment en la lletra de molts goigs de parròquies i ermites pirinenques.
El 1985 va rebre la Creu de Sant Jordi de la Generalitat de Catalunya, i també va rebre la medalla Francesc Macià. Un col·legi públic de la Seu d'Urgell porta el seu nom.